# Shrimp TV
Shrimp TV was een televisieprogramma over videospellen op TMF Vlaanderen. Het programma werd getoond op dinsdagen om 21:00, op donderdagen om 22:30 en op zaterdagen om 18:30. Het programma werd gepresenteerd door de hilarische gamers El Shrimpo (Jeroen VandenBosch) en Apollo (Bart Maegh). Ze begonnen hun programma steeds met te woorden: "Yo Gamers en welkom bij Shrimp TV" en "Ga naar www.tmf.be en klik op de vette shrimp". Er werden in totaal drie seizoenen getoond tot en met het jaar 2003. De spellen die de presentators aan de kijkers toonden, waren PlayStation 2, Xbox, GameCube, met andere woorden de toenmalige generatie consoles, en de PC. Als er een computerspel wordt getoond, babbelen ze erover maar met wat hilarische onzin ertussen. Eventueel was er rond seizoen 3 een wedstrijd waarvan de kijkers een prijs konden winnen, bijvoorbeeld een op afstand bestuurde raceauto. Sinds het begin van dit seizoen werden de rest van de afleveringen in El Shrimpo's huis uitgezonden door een zogezegde 'Meltdown' in hun studio van de consoles.